# Fascination Records
Fascination Records é uma gravadora, subsidiária da Polydor, fundada em 2006. Atuando com lançamentos no Reino Unido, a gravadora é gerida por Peter Loraine, antigo editor da revista Top of the Pops.

## Principais artistas
- Girls Aloud
- Sophie Ellis-Bextor (até 2010)
- The Saturdays
- Tokio Hotel
- Bananarama (a partir de 2007)
- Rachel Stevens (a partir de 2009)